# Oblast autônomo da Checheno-Inguchétia
```
   |-
       | 
Erro:
:  
valor não especificado para "
continente
"
```

O Oblast Autônomo da Checheno-Inguchétia (em russo: Чечено-Ингушская автономная область) foi um oblast autônomo da República Socialista Federativa Soviética da Rússia, na União Soviética, criado em 15 janeiro de 1934 através da fusão dos obasts autônomos da Chechênia e Inguchétia.
Foi elevada ao estatuto de República Autónoma Socialista Soviética da Checheno-Inguchétia em 5 de dezembro de 1936.